# Flor Garduño
Flor Garduño (* 21. März 1957 in Mexiko-Stadt) ist eine mexikanische Fotokünstlerin.

## Biographisches
Sie studierte Bildende Kunst an der Antigua Academia de San Carlos. Sie brach ihr Studium nach drei Jahren zugunsten einer Assistentenposition bei dem höchst angesehenen Altmeister der mexikanischen Photographie, Manuel Álvarez Bravo, ab. Hier konnte sie ihre erworbenen Fähigkeiten weiterentwickeln und verfeinern. Mit ihrer anschließenden Arbeit beim Ministerium für Erziehung Mexikos, für das sie Fotografien für Unterrichtsbücher lieferte, lernte sie ihr Land und das Leben der Menschen kennen, was ihr viele Anregungen für ihre spätere Arbeit gab und ihren fotografischen Stil prägte. 1982 hatte sie ihre erste Ausstellung in Mexiko-Stadt.
Ermutigt durch den Enthusiasmus und die Unterstützung des Malers Francisco Toledo, publizierte sie 1985 ihr erstes Buch. Weitere Publikationen und viele Ausstellungen machten sie in kurzer Zeit über ihre Landesgrenzen hinaus bekannt. 1992 widmete ihr das Schweizer Magazin du die ganze Januarausgabe. Mit dem darauf folgenden Buch Witness of Time hatte sie durchschlagenden Erfolg. Es wurde in fünf Sprachen übersetzt. Eine ausgedehnte internationale Ausstellungstour durch über vierzig Länder in Amerika und Europa schlossen sich an. 1995 erhielt sie ein dreijähriges Stipendium, um ihr neues Projekt Mesteños zu verwirklichen. In dieser Bilderserie zeigt Flor Garduño Tiere und Menschen in ihrer natürlichen Umgebung. Sie erhielt ein Jahr später den Auftrag, für das Kunsthaus Zürich Aufnahmen der Stadt zu fertigen. 2000 wurde ein biographischer Dokumentarfilm über sie gedreht.
Seit Ende der 1980er Jahre werden Flor Garduños Arbeiten weltweit in Ausstellungen, Galerien und Museen gezeigt. Die Künstlerin erhielt viele Preise, Stipendien und Auszeichnungen für ihre künstlerische Arbeit. Flor Garduño lebt und arbeitet mit ihrer Familie in Stabio, Tessin/Schweiz und in Tepoztlán, Mexiko.

## Werk
In Garduños Arbeit stehen Stillleben, Porträts und Akte im Vordergrund ihres Schaffens. Ihre Bilder sind ausnahmslos in Schwarz-weiß gehalten.
Der Umgang mit Licht und Schatten ohne Anwendung von künstlichem Licht und die Ausgewogenheit der Komposition bestimmen Garduños Werk. Es erlaubt den Blick in eine unberührte Ebene voll archetypischer Symbole. Ihre Bilder spiegeln eine Kunstform wider, die im Rituellen und im Wesen von Raum und Zeit zu finden ist. Sie versteht es, die Kultur ihres Landes zu erfassen und gleichzeitig ihre eigene innere Welt fotografisch zu erkunden und beides in ihrem Werk zu verschmelzen.

## Publikationen
- Magia del juego eterna, Mexiko-Stadt, 1985
- Bastiarium, Zürich, 1987
- Witness of Time/Zeugen der Zeit, Heidelberg, 1992
- Mesteños, Pfäffikon, 1994
- Inner Light/Flor, Heidelberg, 2003

## Ausstellungen (Auswahl)
- 1982 Galeria José Clemente Orozco, Mexiko-Stadt
- 1984 Casa da la Cultura, Juchitan, Oaxaca
- 1985 La Chambre Claire, Paris
- 1987 Casa de America Latina, Monte Carlo
- 1988 Galeria de Arte Contemporaneo, Mexiko-Stadt
- 1992–1993 ausgedehnte Ausstellungs-Tour mit Witness of Time
- 1995 Vision Gallery, San Francisco
- 1996–1997 große Ausstellungstour durch viele Länder in Amerika und Europa
- 1999 Museo Municipal de Bellas Artes, Montevideo
- 2000 TV-Film, Rom; Centro Comunale d’Arte e Cultura, Cagliari
- 2001 Throckmorton Gallery, New York
- 2002 Cultural Center Art Gallery, Washington
- 2003 Galleria Sozzani, Mailand; Galerie Photonet, Wiesbaden
- 2004 Museo Nacional de Bellas Artes, Santiago de Chile
- 2005 Museo Nacional de Arte, La Paz; Casa de la Fotografia, Budapest; Centre for Contemporary Art, Warschau.

## Preise und Auszeichnungen
- 1990 Fondo Nacional Para la Cultura y las Artes Creador Intelectual (FONCA)
- 1992 Kodak-Prize, Germany
- 1993 Queen Isabel Prize (England)
- 1994–1999 Sistema Nacional de Creadors de Arte
- 2000 Programa de Fomento a proyectos y coinveciones culturale
- 2003 Winner of the best Book of Photography